# えのきづ
えのきづは、日本の漫画家。代表作の『琴浦さん』が2013年の1月から3月までテレビアニメで放送された。

## 作品リスト
- 琴浦さん漫画[2]（『マンガごっちゃ』、マイクロマガジン社）
- 魔法少女パラケル
- 銭湯の女神さま（『まんがタイムジャンボ』→『まんがタイム』、芳文社）
- 桜乃さん迷走中!（『まんがタイムジャンボ』、芳文社）
- ナデシコ!（『まんがタイムジャンボ』、芳文社）
- トラロッコ（『まんがくらぶ』、竹書房）
- アクレキ（『月刊アクション』、双葉社）